# Лапай, Виктор Иванович
Виктор Иванович Лапай (18 апреля 1940 — 19 ноября 2012) — бригадир горнорабочих очистного забоя шахты имени Я. М. Свердлова. Герой Социалистического Труда (1986). Лауреат Государственной премии СССР за выдающиеся достижения в труде (1984).

## Биография
Родился 18 апреля 1940 года в селе Глушковка Купянского района Харьковской области. Отец работал помощником машиниста, мать была колхозницей.
После окончания школы, с 1955 по 1959 годы, работал в родном селе, в колхозе имени Чапаева.
С октября 1959 по декабрь 1962 года служил в армии.
После службы переехал в Донбасс. Сначала работал ГРОЗом, а с 1975 года — бригадиром горнорабочих очистного забоя на шахте имени Я. М. Свердлова.
Наибольших успехов бригада, возглавляемая В. И. Лапаем, добилась в середине восьмидесятых годов, когда суточная нагрузка на лаву достигала 1500 тонн угля. Именно на годы одиннадцатой пятилетки (1981—1986) приходился расцвет шахты имени Я. М. Свердлова, а её трудовые победы были связаны с именем бригадира добычников В. И. Лапая.
Ударный труд горняков был высоко оценён. В 1984 году В. И. Лапай за выдающиеся достижения в труде стал Лауреатом Государственной премии СССР.
В 1986 году по итогам одиннадцатой пятилетки В. И. Лапаю было присвоено звание Героя Социалистического Труда.
Шли годы, дела на шахте вели к её закрытию, но произошёл перелом когда «Свердловантрацит» возглавил  Е. П. Горовой, дела стали на шахте выравниваться, генеральный директор предложил Лапаю вернуться на родное предприятие, прервав заслуженный отдых. Виктор Иванович вернулся на шахту. Из воспоминаний В. И. Лапая: «одна лава, конвейерная цепочка разбита, механизированный комплекс вместо эмульсии заправляют водой. Намучались, но все же вышли на 1000 тонн в сутки, стали готовить новую лаву.» 27 сентября 2002 года шахта выполнила годовой план, за год дали 375 тысяч тонн угля, и В. И. Лапай передает бригадирство звеньевому В. Полищуку.
Умер 19 ноября 2012 года.

## Награды
- Медаль «Серп и Молот» (1986);
- Орден Ленина (1986);
- Государственная премия СССР — за выдающиеся достижения в труде (1984);
- Орден Трудового Красного Знамени;
- Медаль «За трудовое отличие»;
- Медаль «В ознаменование 100-летия со дня рождения Владимира Ильича Ленина».